# José Emilio de Santos
José Emilio de Santos (Albacete, 1820 - ?) fou un polític espanyol, diputat a les Corts Espanyoles durant el sexenni democràtic i durant la restauració borbònica.
Es va establir a Cuba, on hi fou nomenat Intendent d'Hisenda. Vinculat als interessos colonials antireformistes, fou elegit diputat per la Unió Liberal pel districte d'Albacete a les eleccions generals espanyoles de 1869 i pel d'Alzira a les eleccions generals espanyoles d'abril de 1872.
Un cop produïda la restauració borbònica fou escollit novament diputat per Alzira a les eleccions generals espanyoles de 1876.